# Zalaszántó
Zalaszántó est un village et une commune du comitat de Zala en Hongrie.

## Histoire

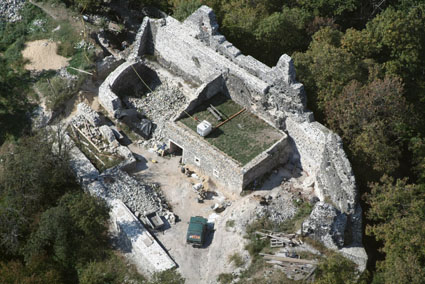
Le château de Tátika (XIIIe siècle).